# S1850M
S1850M — трёхкоординатная РЛС дальнего воздушного обзора с цифровой антенной решёткой для систем раннего предупреждения о ракетном нападении, а также обнаружения аэродинамических, наземных и надводных целей.
Разрабатывалась совместно Францией, Италией и Великобританией (компании BAE Systems и Thales) для обеспечения высокоэффективной противовоздушной обороны перспективных фрегатов. В настоящее время является основным радиолокационным компонентом систем PAAMS на фрегатах типа «Горизонт» ВМС Франции и Италии, эсминцах типа «Дэринг» ВМС Великобритании, а также на мобильных наземных установках.
Сконструирована на основе РЛС SMART-L голландского филиала Thales, однако использует собственную архитектуру обработки сигналов от компании Alenia Marconi Systems (в настоящее время BAE Systems). По сравнению со SMART-L улучшена работа радара в условиях электронного противодействия.

## Конструкция
Антенна размером 8,2 м состоит из 24 твердотельных модулей, 16 из которых работают на передачу. Скорость вращения антенны — 12 оборотов в минуту. Масса антенны вместе с оборудованием 6200 кг.

## Характеристики
РЛС способна автоматически обнаруживать и сопровождать до 1000 целей (воздушных — в радиусе до 400 км, наземных — до 60 км официально, до 200 км неофициально).

## Установки на кораблях
- Эскадренные миноносцы типа 45
- Фрегаты типа «Горизонт»
- Фрегаты типа «Горизонт»
- Авианосцы типа «Куин Элизабет»[5]